# Василий Суриков (тип речных судов)
«Василий Суриков» — тип четырёхпалубных речных теплоходов, проект Q-040A, построенных на верфи Österreichische Schiffswerften AG города Корнойбурга в Австрии в 1975 году. Является продолжением проекта Q-040, тип «Максим Горький» с увеличенной пассажировместимостью, однако позднее было решено увеличить комфортность за счёт снижения пассажировместимости.
Всего по заказам СССР было построено два судна этого типа. Район плавания теплоходов ограничивался водными бассейнами разряда «О». В конце 90-х годов теплоходы были переклассифицированы на разряд "М" с ограничением высоты волны в 2 метра, что позволило выходить в Ладожское и Онежское озёра для полноценной работы на туристических маршрутах Москва - Санкт-Петербург.

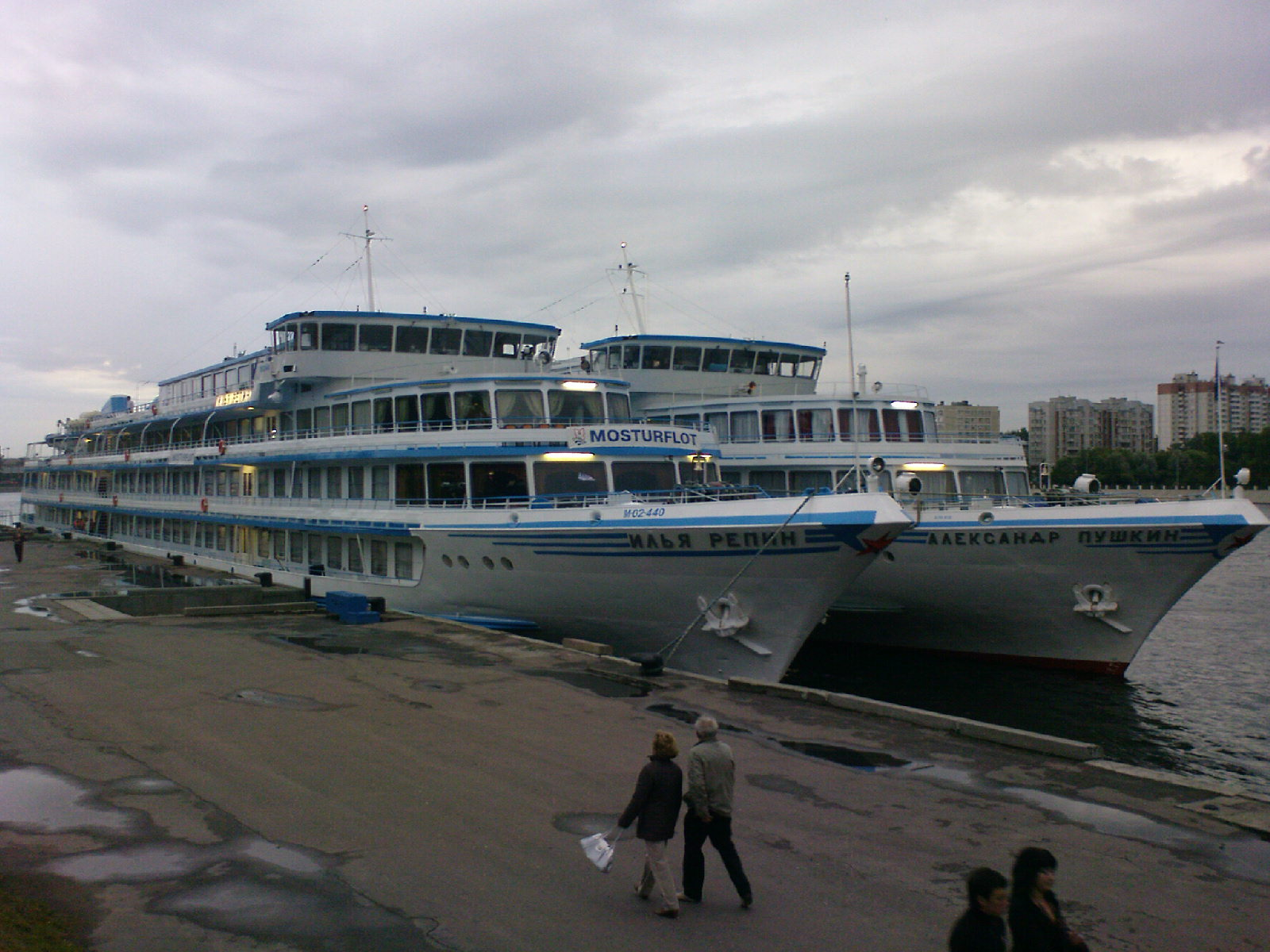
Теплоход "Илья Репин" проекта Q040A рядом с Александром Пушкиным

## Суда проекта Q-040А
Первое судно модифицированного проекта Q-040A сошло со стапелей верфи Österreichische Schiffswerften AG города Корнойбурга  в Австрии в 1975 году. Теплоходы серии Q-040 с индексом А назвали в честь великих русских художников: первое судно — «Василий Суриков», а второе — «Илья Репин». Теплоходы приписаны к Московскому речному пароходству.
Модификация заключалась главным образом в изменении состава кают и удалением из кают санузлов, был оставлен лишь умывальник.  
К настоящему времени, после реконструкции, комфортность кают этих теплоходов повышена, многие дооборудованы санузлами.
Для размещения пассажиров на судне имеется оборудованные индивидуальными санитарными блоками (душ, туалет, умывальник) , кондиционерами и телевизорами 2- и 3-местные каюты, а в каютах класса Полулюкс имеется холодильник. 
К услугам путешественников ресторан, 2 бара, музыкальный салон, конференц-зал, киноконцертный зал, парикмахерская, медицинский пункт, сувенирный киоск, гладильная комната и солярий на солнечной палубе.
Список судов проекта содержит все суда с указанием в примечании первоначального имени:
| Суда типа Василий Суриков /проект Q-040A | Суда типа Василий Суриков /проект Q-040A | Суда типа Василий Суриков /проект Q-040A | Суда типа Василий Суриков /проект Q-040A | Суда типа Василий Суриков /проект Q-040A                                                                                  | Суда типа Василий Суриков /проект Q-040A | Суда типа Василий Суриков /проект Q-040A |
| Год постройки                            | Название                                 | Фото                                     | Оператор                                 | Маршруты | Переименование и статус                  |                                          |
| ---------------------------------------- | ---------------------------------------- | ---------------------------------------- | ---------------------------------------- | --- | ---------------------------------------- | ---------------------------------------- |
| 1975                                     | Василий Суриков                          |                                          | МосТурФлот                               | → Астрахань – Волгоград – Саратов - Самара – Казань – Чебоксары – Нижний Новгород - Кострома – Ярославль – Углич – Москва | →                                        |                                          |
| 1975                                     | Илья Репин                               |                                          | МосТурФлот                               | → Москва - Тверь – Углич – Мышкин – Москва, Москва – Углич – Ярославль – Плёс – Кострома – Мышкин – Москва                | →                                        |                                          |